# Fuyuka Ōura
Fuyuka Ōura (大浦 冬華, Ōura Fuyuka), née le 13 janvier 1978 à Sapporo sur l’île d’Hokkaidō, est une seiyū japonaise.

## Rôles

### Animation
- Aishiteruze Baby : Mai Motoki
- Animal Yokocho : Takeru, Kotaro Matsuzaki
- Basquash! : Thousand
- Chrome Shelled Regios : Naruki Gelny
- Clannad : Tomoya Okazaki (enfant)
- Fairy Tail : Eave Tilm, Angel
- L'Académie d'Alice : Yuu Tobita
- Higurashi no naku koro ni : Miyoko Tanashi
- La Fille des enfers : Hotaru Meshiai
- Mamoru-kun ni megami no shukufuku wo! : Yōko Kirishima
- Major : Toshiya Satou
- Le Prince du tennis : Tomoka Osakada
- Pandora Hearts : Vincent Nightray (enfant)
- Princesse Résurrection : Hiro Hiyorimi
- Ryūsei no Rockman : Subaru Hoshikawa
- The Qwaser of Stigmata: Jita Phrygianos
- Strawberry Panic! : Sakiko Minase
- Twin Spica : Kei Ōmi
- To Love-ru : Ren, Run Elsie Jewelria
- Umineko no Naku Koro ni : Lambdadelta

### Jeux vidéo
- Suikoden V : Lun, Eresh, Alenia
- Trauma Center: Second Opinion : Cybil Myers (Sayaka Myoujin)
- Star Ocean: Second Evolution : Chisato Madison
- Ryūsei no Rockman 2 : Subaru Hoshikawa
- Ryusei no Rockman 3 : Subaru Hoshikawa